# Pia Nordblom
Pia Nordblom (* 29. Mai 1961 in Rülzheim) ist eine deutsche Historikerin.
Von 1980 bis 1986 studierte Nordblom die Fächer Geschichte, Politikwissenschaft und Philosophie an den Universitäten Heidelberg und Mainz. Danach war sie von 1989 bis 1990 als Wissenschaftliche Mitarbeiterin am Herder-Institut Marburg beschäftigt. 1995 erfolgte ihre Promotion an der Universität Heidelberg. Anschließend arbeitete sie von 1996 bis 2002 als Wissenschaftliche Angestellte bzw. Lehrbeauftragte am Historischen Seminar und dem Institut für Sozial- und Wirtschaftsgeschichte der Universität Heidelberg. Seit 2003 ist sie als Wissenschaftliche Mitarbeiterin am Historischen Seminar der Universität Mainz tätig. Von 2007 bis 2012 war sie an der Arbeitsstelle „Handbuch der Geschichte von Rheinland-Pfalz“ beschäftigt. Im Sommer 2012 und erneut im Sommer 2013 nahm sie Gastdozenturen am Middelbury College, Vermont (USA) wahr.
Ihre Forschungsschwerpunkte sind die Geschichte des Landes Rheinland-Pfalz und der Pfalz seit dem 19. Jahrhundert, Wirtschaftsgeschichte, Lebenswelten in Grenzlandschaften und Übergangsräumen sowie Widerstand und Protest.

## Schriften (Auswahl)
- Transformationen, Krisen, Zukunftserwartungen. Die Wirtschaftsregion Pfalz im 19. und frühen 20. Jahrhundert, hrsg. von Pia Nordblom und Henning Türk, Ubstadt-Weiher [u. a.] 2021 (= Forschungen zur pfälzischen Landesgeschichte. Band 2).
- Städtepartnerschaften in Europa im 20. Jahrhundert, hrsg. von Corine Defrance, Tanja Herrmann und Pia Nordblom, Göttingen 2020.
- Josef Bürckel. Nationalsozialistische Herrschaft und Gefolgschaft in der Pfalz, hrsg. von Pia Nordblom, Walter Rummel und Barbara Schuttpelz, Kaiserslautern 2019, 2. verbesserte und ergänzte Auflage Kaiserslautern 2020.
- Deutschland – Frankreich – Polen seit 1945. Transfer und Kooperation, hrsg. von Corine Defrance, Michael Kißener, Jan Kusber und Pia Nordblom, Brüssel [u. a.] 2014 (= Deutschland in den internationalen Beziehungen. Band 6).
- Wege der Verständigung zwischen Deutschen und Franzosen nach 1945. Zivilgesellschaftliche Annäherungen, hrsg. von Corine Defrance, Michael Kißener und Pia Nordblom, Tübingen 2010.
- Hermann Rauschning. Materialien und Beiträge zu einer politischen Biographie, hrsg. von Jürgen Hensel und Pia Nordblom, Warschau 2002, 2. Aufl. Osnabrück 2003.
- Für Glaube und Volkstum. Die katholische Wochenzeitung „Der Deutsche in Polen“ (1934–1939) in der Auseinandersetzung mit dem Nationalsozialismus, Paderborn 2000 (= Veröffentlichungen der Kommission für Zeitgeschichte, Reihe B: Forschungen. Band 87).